# Rebekah Stott
Rebekah Ashley Stott (Tauranga, 17 de junho de 1993) é uma futebolista profissional neozelandesa que atua como defensora.

## Carreira
Rebekah Stott fez parte do elenco da Seleção Neozelandesa de Futebol Feminino, nas Olimpíadas de 2012 e 2016. 